# Phoradendron websteri
Phoradendron websteri är en sandelträdsväxtart som beskrevs av J. Kuijt. Phoradendron websteri ingår i släktet Phoradendron och familjen sandelträdsväxter. Inga underarter finns listade i Catalogue of Life.